# 후배
 직업이나 저학년으로 낮은 사람을 뜻한다.